# Wilbert Hazelzet
Wilbert Hazelzet /'ʋɪɫbɛrt 'ha:zəɫzɛt/ (L'Aia, 20 novembre 1948) è un flautista olandese.
Dopo le scuole superiori lavorò in varie biblioteche e seguì un corso di formazione per infermieri. Spinto da Kees Otten, Frans Vester e Frans Brüggen nel 1970 iniziò a suonare il flauto barocco e nel 1978 divenne membro di Musica Antiqua Köln di cui Reinhard Goebel era direttore. Dal 1985 è solista nell'Amsterdam Baroque Orchestra di Ton Koopman.
Ha registrato, oltre a tutte le opere cameristiche e quasi tutti i soli delle cantate di Johann Sebastian Bach, anche musiche di Georg Philipp Telemann, Wilhelm Friedemann Bach, Wolfgang Amadeus Mozart e altri. Si esibisce regolarmente nel trio formato con Jacques Ogg al clavicembalo e Konrad Junghänel al liuto.
Hazelzet è insegnante di flauto barocco al Conservatorio Reale dell'Aia.

## Discografia parziale
- 1981: Concerti da camera : Vivaldi, Mancini, Francesco Barbella - Gudrun Heyens, flauto dolce; Wilbert Hazelzet, flauto traversiere ; Hajo Bäss, violino; Musica Antiqua Köln, direttore: Reinhard Goebel (novembre 1977/dicembre 1980, Archiv) OCLC 52204738
- 1984: Concertos Baroques français: Michel Blavet, Joseph Bodin de Boismortier, Pierre-Gabriel Buffardin, Michel Corrette e Jean-Baptiste Quentin - Musica Antiqua Köln, direttore: Reinhard Goebel (aprile 1981/giugno 1983, Archiv) OCLC 778628239
- 1987: Telemann, Concertos pour instruments à vent - Musica Antiqua Köln, direttore: Reinhard Goebel (giugno 1986, Archiv 419 633-2) OCLC 950989026
- 1993: Musique à la cour de Louis XIV: Marais, Morel, Hotteterre, Blavet - Jaap ter Linden, viola da gamba; Konrad Junghänel, liuto e tiorba (dicembre 1991, Deutsche Harmonia Mundi) OCLC 41454506
- 1997: Musique pour flûte des élèves de Bach : Kirnberger, Goldberg, Abel, Krebs, Müthel - Jacques Ogg, clavicembalo; Jaap ter Linden, violoncello (gennaio 1997, Glossa) OCLC 884938142